# 갱스터의 월급날
《갱스터의 월급날》(Gangster Pay Day, 大茶飯)은 2014년 이보장 감독이 제작한 영화이다.

## 줄거리
갱스터의 이야기를 다루었지만 액션영화의 전통적인 비장미를 뺀, 코미디와 멜로가 결합된 새로운 스타일의 혼성장르영화. 이제는 사양길에 접어들고 있는 갱 조직의 보스, 웡캄퀘이는 사우나와 가라오케 등을 운영하며 지내다 어느 날 우연히 들른 자그마한 식당 여주인 메이에게 끌린다. 그리고 그녀의 가게 일을 돕기 시작하는데, 문제는 메이가 캄퀘이의 동생과도 같은 부하 렁과 이미 사랑하는 사이라는 점이다.

## 출연

### 주연
- 황추생
- 채탁연
- 황우남

### 조연
- 진혜민
- 오지웅
- 강호문
- 애위